# Testigo (geología)

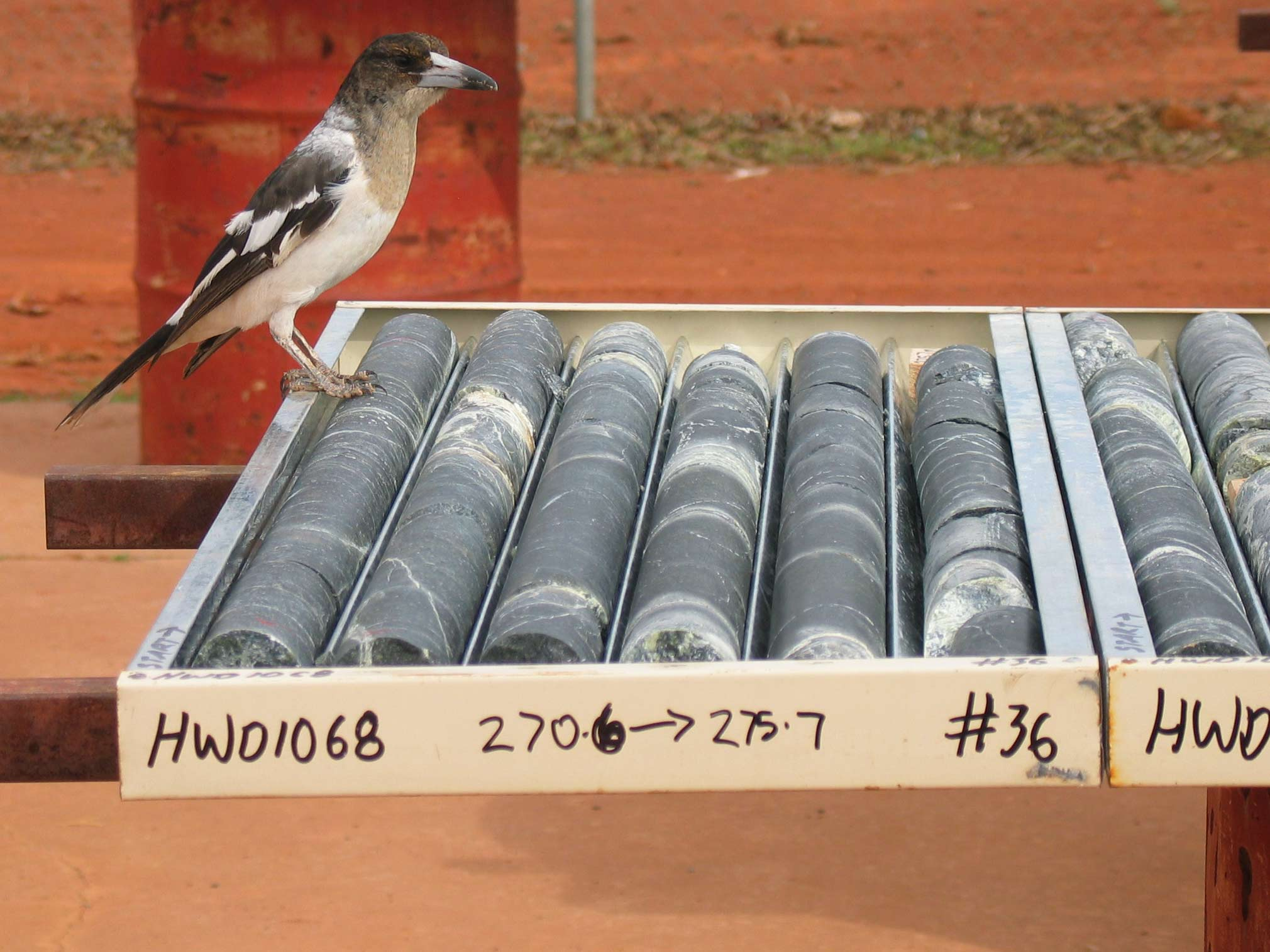
Testigos de roca obtenidos mediante sacatestigos con brocas de diamante. Un verdugo gorjinegro está posado en la caja contenedora.

En la geología y geotecnia un testigo es una muestra de roca, sedimento u otro material geológico obtenida mediante un sacatestigos, el cual comúnmente es un barreno. Son varios los parámetros y elementos que se pueden estudiar en un testigo, por ejemplo; porosidad, permeabilidad, composición mineral, microfósiles y agua instersicial. Los testigos facilitan el estudio directo de materiales geológicos a distancias de cientos de metros de la superficie terrestre.
Los testigos se obtienen generalmente en campañas de prospección y exploración minera, ya sea en tierra o en el fondo marino. En la minería se ocupan comúnmente sacatestigos con brocas impregnadas con pequeños cristales de diamante. Al proceso de documentación de un testigo se le llama logeo (del inglés logging) y es una de las actividades de trabajo relativas a la geología más comunes en la minería. En grandes minas se han sacado miles de testigos individuales que suman distancias de millones de kilómetros. El logeo de testigos se suele llevar a cabo con formularios estandarizados y a menudo hecho directamente de forma digital a manera de integrar rápidamente la información con otros softwares.